# 鲁县 (山东)
鲁县，中国古县名，在今山东省曲阜市境。
汉朝时，鲁县属鲁国。西汉时，户五万二千。有铁官。曹魏后，属魯郡。隋朝开皇三年（583年），废任城郡，改鲁县为汶阳县。开皇十六年（596年），改名曲阜县。